# 空軍三重一村
25°03′25″N 121°29′56″E / 25.057°N 121.499°E
空軍三重一村是台灣眷村之一，位於新北市三重區正義南路86巷的堤防邊，旁邊即是淡水河。附近有三重二村、建國一村，軍眷主要的背景為中華民國空軍高砲部隊的眷屬。空軍三重一村為目前三重地區空軍防砲眷村較完整之個案，民國95年8月28日臺北縣政府公告為臺北縣歷史建築。

## 歷史

### 空間營造的歷史過程
在第二次世界大戰期間，三重一村是當時日軍高砲陣地。中華民國政府在國共內戰後敗退台灣，空軍高射砲兵選擇駐紮在附近，在婦聯會的幫助下，將日軍高砲陣地改建為空軍三重一村。
由於當年的防洪排洪建設不足，葛樂禮颱風(1963年)、艾琳颱風(1968年)、艾爾西颱風(1969年)、芙勞西颱風(1969年)、納莉颱風(2001年)和艾莉颱風(2004年)都造成了位於堤防邊的三重一村，因淹水而遭受財產損失。

### 拆遷爭議與文化保存

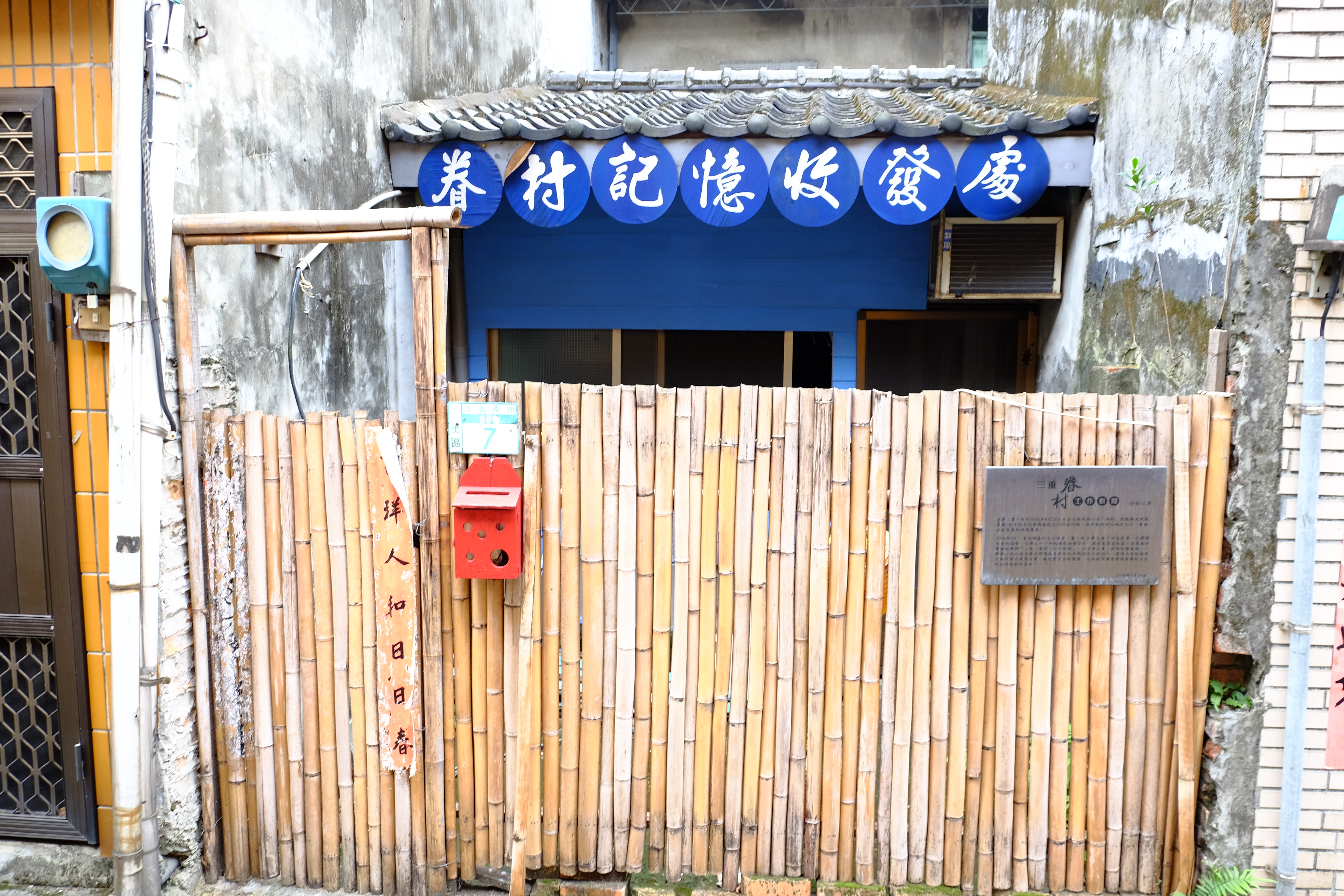
記憶收發處

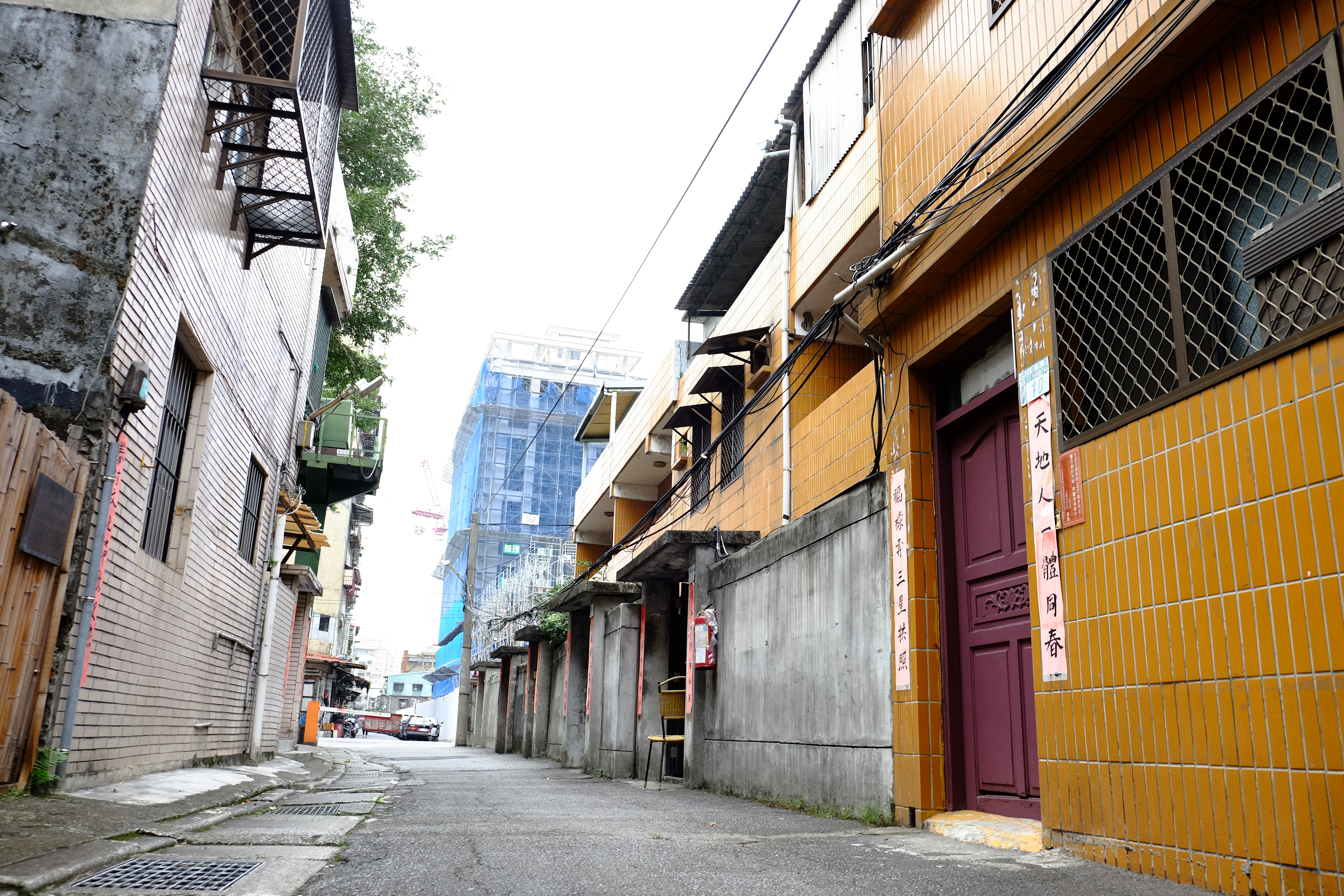
三重一村主幹道

動員戡亂時期終止以來，為提升眷村土地使用效益、和配合各縣市之都市景觀改造，眷村遭受大量拆除，引起人們重視保存眷村文化的重要性。1996年《國軍老舊眷村改建條例》三讀通過後，空軍三重一村便計畫拆除。經多次會商，決定空軍三重一村與其他眷村一同遷併至新北市板橋區健華新城，原址則被劃定為都市計畫之公園預定地。
多年來村民舉辦了各種活動，努力讓外人瞭解村子的歷史特色，使社區活化，以保存三重在地的眷村文化。《國軍老舊眷村改建條例》缺乏在文化保存方面的詳細規範，因此三重一村的居民與地方文史工作者，一方面推動文物的保存與活化，一方面透過立法委員進行修法。2006年1月～2009年5月，《國軍老舊眷村改建條例》便經歷了4次修法，空軍三重一村的貢獻不小，堪稱全國眷村文化保存的推手之一。
目前少數仍居住在空軍三重一村的眷村第二代、「眷村文化園區營造工作小組」義工李玨熒認為，如果三重一村能夠全村保留下來，是村民最大的願望；如果不行的話，起碼以一村的防空洞為中心，將四邊的房子留下來，然後配合旁邊已經於2003年建好的兩個公園，「同安公園」和「光興公園」，形成一個眷村文化園區，同時將三年來（2006～08年）整理的文物以博物館呈現。

### 眷村文化保存運動年表
- 1996年，「國軍老舊眷村改建條例」實施後，空軍三重一村和其他台北縣的眷村被計畫拆除，經過多次會商決定不就地改建，但要求居民於2006年農曆年前，搬遷到板橋建華國宅，而空軍三重一村原址則被劃定為都市計畫之公園預定地。

- 2006年7月，經過眷村居民和地方文史工作者爭取，「台北縣古蹟及歷史建築審查委員會」決議將空軍三重一村「全村」保存，並指定為歷史建築。然而建物雖然保存，但土地持有人為國防部與三重市公所，礙於法令限制，必須以有償撥用的方式，市公所才能取得土地，以2006年公告現值計算，市公所必須花費3～4億元。

- 2007年10月，於空軍三重一村防空洞廣場前舉辦「眷村蚊子電影院」。

- 2007年12月，經過修法，關於眷村保存土地取得相關法令修法通過，於眷改條例第11條規定：一旦被核定為「眷村文化保存」之土地，國防部應連同建物無償撥用地方政府。

- 2008年3月，舉辦為期三天的「三重‧眷村‧工作假期」，帶民眾參與房屋修繕、文物整理建檔，深度體驗眷村文化  （页面存档备份，存于）。

- 2008年年底，於居民搬遷之際，則舉辦了「記憶‧重生」的一系列公共藝術展、攝影展及研討會活動。

- 2009年4月，「台北縣眷村文化協會」主辦全台首例的眷村公民願景會議，邀請設籍三重的居民，針對空軍三重一村保存改造為「眷村文化園區」或是「公園建設使用」為議題，探討如何保存眷村文化帶動地方特色，並將結論提供政府決策參考。

- 2009年5月，空軍三重一村59戶的大多數已遷出，但是仍有10多戶選擇留下，積極保存屬於他們的眷村生命經驗。

- 2009年6月，國防部會同學者專家組成九人評選委員會，預計在2009年底前從23處入圍的眷村中，選出10處值得保存的地區，並於2010年編列4億元修繕預算。空軍三重一村便在評選的名單當中。

## 現況
2014年新北市政府與國防部完成協商， 投入8000萬元打造眷村文化園區，將眷村51棟房屋整修，做為短期住宿吸引觀光客入住， 預計2016年1月完工。 

### 新北市眷村文化園區修復與設立計畫
空軍三重一村在三重正義南路底河堤邊，占地約1萬3千平方公尺，2006年底拆除前夕列為歷史建築全村保留。2010年起每年舉辦眷村文化節，「新北市眷村文化園區」工程修復案2016年上網招標，預計2017年動工修復，2018年完工，眷村修繕完妥後，一方面可作為臺灣特有眷村文化保存傳承的示範場域，另一方面將結合眷村及三重地區傳統工藝、表演藝術等文化發展特色產業，打造為文創發展基地。2018年11月10日正式開園開放民眾參觀。

## 秀英花培育
- 新北市三重社區大學校長劉世偉、校務委員張明祥及林月于女士帶領「三蘆香花文史工作團」於新北市三重區進行培育。成功培育地點:二重疏洪道、忠孝碼頭、空軍三重一村、三重區公所、正義國小、光榮國小、三光國小、五華國小等地區[4]

## 外部連結
- 飛行場の測候所《空軍三重一村原日軍高射砲陣地跡調查》 （页面存档备份，存于）
- 林小昇之米克斯拼盤《戰前台北市防空設施分布》編號27 （页面存档备份，存于）
- 空軍三重一村–在地誌工部落格 （页面存档备份，存于）
- 〈眷村三重空軍一村2 （页面存档备份，存于）〉（影像）
- 〈三重空軍一村 全村原樣保存 （页面存档备份，存于）〉【2006年7月28日聯合報】
- 〈台北縣三重空軍一村 反拆遷盼活化轉型〉 （页面存档备份，存于），公視新聞，2009年4月19日
- 〈十大眷村保存 年底前評選 （页面存档备份，存于）〉【2009年6月11日聯合報】
- 空軍三重一村眷村迎春 Facebook粉絲專頁
- 我們支持空軍三重一村與新北市眷村文化協會 Facebook粉絲專頁
- 空軍三重一村 開園官網( 新北市政府主辦 ) （页面存档备份，存于）
- 空軍三重一村 開園粉絲團